# 孫棣三
孫棣三（1888年—1950年），浙江長興（今湖州市長興縣）人，中華民國大陸時期政治人物。

## 生平
孫棣三是长兴虹星桥镇鄭家橋村人，出生於光緒十四年（1888年），亦有來源作1882年、1886年，出身地主家庭，辛亥革命前後參加革命黨。为中华民国第一届国会第三期常会浙江省参议员、国民党早期党员，与戴季陶、沈玄庐一起主编进步刊物《星期评论》。
昭和4年（1929年）畢業於日本大學法律科。1931年在李家巷创办联益石矿。
1937年底，日軍攻佔湖州。次年初，湖州成立自治委員會，委員長爲沈譜琴，孫棣三任副委員長，兼任民政、警務科長。
1938年6月，中華民國維新政府及其浙江省政府成立，孫被任命爲浙江省民政廳長。:261
1945年抗日戰爭勝利後，孫改名換姓，前往上海隱居，逝世於1950年。

## 榮譽
- 二等大綬嘉禾章